# Ďurkovce
Ďurkovce (hongrois : Gyürki) est un village de Slovaquie situé dans la région de Banská Bystrica.

## Histoire
La première mention écrite du village date de 1262.
La localité fut annexée par la Hongrie après le premier arbitrage de Vienne le 2 novembre 1938. En 1938, on comptait 349 habitants dont 9 d'origine juive. Elle faisait partie du district de Šahy (hongrois : Ipolysági járás). Le nom de la localité avant la Seconde Guerre mondiale était Ďurkovce/Gyürki. Durant la période 1938 - 1945, le nom hongrois Gyürki était d'usage. À la libération, la commune a été réintégrée dans la Tchécoslovaquie reconstituée.

## Démographie

### Évolution de la population
| Année:               | 1994. | 2004.    | 2014.   | 2024. |
| -------------------- | ----- | -------- | ------- | ----- |
| Nombre de personnes: | 151   | 128      | 140     | 112   |
| Différence:          |       | -15,23 % | +9,37 % | -20 % |

| Année:               | 2023. | 2024.   |
| -------------------- | ----- | ------- |
| Nombre de personnes: | 114   | 112     |
| Différence:          |       | -1,75 % |